# Незалежний політик
Незалежний (самостійний, безпартійний) політик — політичний діяч, не пов'язаний з якою-небудь політичною партією. Є багато причин, чому політик може балотуватися як незалежний кандидат.
- Незалежні можуть проводити центристську точку зору між іншими кандидатами — представниками великих політичних партій. Іноді, навпаки, вони мають екстремальнішу думку, ніж будь-яка велика партія. Їхня ідеологія може містити ідеї з обох боків політичного спектра, або може мати свій особливий погляд, заснований на питаннях, які не підтримують серйозні політичні гравці.
- Незалежний політик може бути пов'язаний з політичною партією, бути її колишнім членом, сповідувати ті ж переконання, проте не асоціювати себе з брендом цієї сили. Інші можуть належати або підтримувати політичну партію, проте вони вважають, що не повинні формально представляти партію і, таким чином, підкорятися її політиці.
- У деяких країнах (наприклад, Кувейт), політичні партії є незаконними і всі кандидати діють як незалежні[1].

Перебуваючи на державній службі, незалежні іноді воліють сформувати альянс замість партії та офіційно зареєструвати свою групу «незалежних». Деякі інші незалежні кандидати вирішують згодом об'єднатися в політичну партію.